# كلاوس ريختر
كلاوس ريختر (بالألمانية: Claus Richter)‏ هو صحفي ألماني، ولد في 4 نوفمبر 1948 في اشتراوبينغ في ألمانيا.